# منى المرشود
منى المرشود هي كاتبة سعودية، وكانت قد بدأت الكتابة سنة 2001، اشتهرت بتأليفها الرواية الضخمة أنت لي في جزئيه الأول والثاني، والذي تجاوزت عدد صفحاته 1600 صفحة. 

## مؤلفاتها
- أنت لي (الجزء الأول)[2]
- أنت لي (الجزء الثاني)
- الملاك الأعرج
- أنا ونصفي الآخر
- فجعت قلبي [3]